# Tecorrales de las Minas
Tecorrales de las Minas är en ort i Mexiko.   Den ligger i kommunen Olinalá och delstaten Guerrero, i den sydöstra delen av landet, 170 km söder om huvudstaden Mexico City. Tecorrales de las Minas ligger 1 272 meter över havet och antalet invånare är 140.
Terrängen runt Tecorrales de las Minas är kuperad. Runt Tecorrales de las Minas är det glesbefolkat, med 19 invånare per kvadratkilometer. Närmaste större samhälle är Olinalá, 17,2 km sydost om Tecorrales de las Minas. I omgivningarna runt Tecorrales de las Minas växer huvudsakligen savannskog.